# Acutalini
Acutalini  (лат.) — триба равнокрылых насекомых из семейства горбаток (Membracidae).
Неотропика и Неарктика (от тропиков до регионов с умеренным климатом). 
Пронотум простой или с надплечевыми рогами. Передние крылья с разделёнными у основания жилками R, M и Cu. Задние крылья с жилкой 1 r-m. Голени задней пары ног с 3 продольными рядами капюшоновидных сет (cucullate setae) 
.

## Систематика
5 родов
- Acutalis Fairmaire, 1846
- Bordoniana Sakakibara, 1999
- Cornutalis Sakakibara, 1998
- Euritea Stål, 1867
- Thrasymedes Kirkaldy, 1904